# تپه رئیس
تپه رئیس مربوط به دوران پیش از تاریخ ایران باستان است و در شهرستان جوانرود، بخش روانسر، روستای رئیس واقع شده و این اثر در تاریخ ۲۳ شهریور ۱۳۸۲ با شمارهٔ ثبت ۱۰۱۴۸ به‌عنوان یکی از آثار ملی ایران به ثبت رسیده است.